# Biblioteksråd
Biblioteksråd, på finska kirjastoneuvos, är en honorärtitel i gruppen 8 som utdelas av Finlands president. Stämpelskatten för titeln är antingen 6 200 eller 1 500 euro.
Titeln utdelades först 1949 till Helle Kannila.